# Дворец Арнима

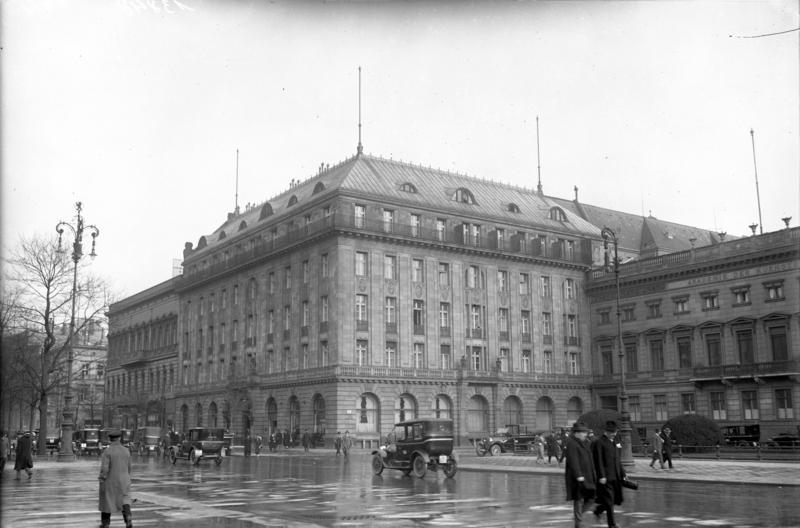
Парижская площадь, вид от Бранденбургских ворот: Слева — отель «Адлон», справа от него — дворец Арнима. 1926

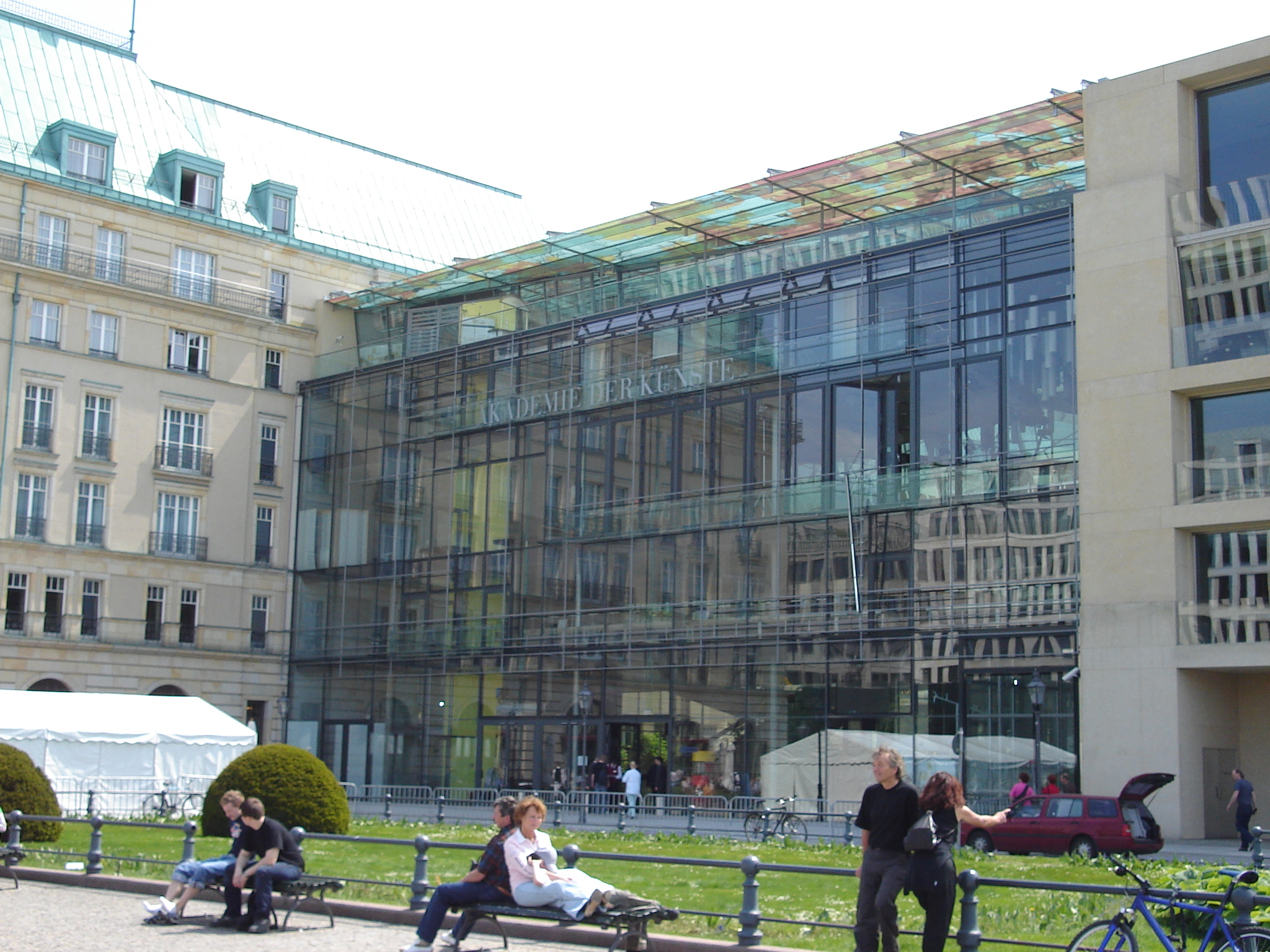
Новое здание Берлинской академии художеств на месте дворца Арнима примыкает к восстановленному отелю «Адлон»

Дворец Арнима (нем. Palais Arnim) — несохранившееся здание Прусской академии художеств на Парижской площади в центре Берлина. В здании, получившем своё имя в честь графа Арнима-Бойценбурга, провёл детство и юность поэт Ахим фон Арним. В современном Берлине на месте дворца Арнима располагается новое здание Берлинской академии художеств.
Здание дворца примыкало к отелю «Адлон», построенному на месте дворца Редерна. Перестройка дворца под нужды академии происходила под руководством Эрнста фон Ине, а авторство довоенного фасада дворца принадлежало Эдуарду Кноблауху. В прилегающем с западной стороны Дворце Врангеля с 1849 года и до своей смерти в 1877 году проживал прусский военачальник граф Фридрих фон Врангель.
Во времена Фридриха II во дворце Арнима проживал его доверенный камердинер Михаэль Габриэль Фредерсдорф. Прусская академия художеств занимала здание с 1907 года. Здесь во времена Веймарской республики встречались литераторы и художники, среди которых были Генрих и Томас Манны, Альфред Дёблин, Кете Кольвиц.
В 1937 году во дворец Арнима въехал Альберт Шпеер, генеральный инспектор архитектуры имперской столицы, здесь же разместилось его ведомство. Центральное положение дворца позволяло Гитлеру добираться во дворец пешком через Министерские сады (нем. Ministergärten), чтобы не привлекая внимание общественности осматривать модели и планы перестройки Берлина в Столицу мира Германию.
Дворец сильно пострадал во Второй мировой войне. После её окончания от комплекса дворца сохранились только постройки на заднем дворе, которые использовались Академией художеств ГДР под архив и мастерскую Фрица Кремера.
После объединения Германии на месте дворца Арнима было возведено новое современное здание Академии художеств со стеклянным фасадом по проекту членов Академии Гюнтера Бениша, Манфреда Забатке и Вернера Дурта.